# Martin Kristensen
Martin Kristensen (ur. 11 listopada 1984 w Århus) – duński wioślarz.

## Osiągnięcia
- Mistrzostwa Świata Juniorów – Poznań 1995 – ósemka – 13. miejsce[1].
- Mistrzostwa Świata Juniorów – Glasgow 1996 – ósemka – 7. miejsce[1].
- Mistrzostwa Świata U-23 – Amsterdam 2005 – czwórka podwójna wagi lekkiej – 4. miejsce[1].
- Mistrzostwa Świata – Eton 2006 – ósemka wagi lekkiej – 4. miejsce[1].
- Mistrzostwa Europy – Montemor-o-Velho 2010 – ósemka wagi lekkiej – 2. miejsce[1].